# John Adam (velejador)
John Adam (6 de novembro de 1875 — 24 de janeiro de 1946) foi um velejador britânico, medalhista olímpico. Ele competiu nos Jogos Olímpicos de Verão de 1908 na classe 12 Metre e conquistou a medalha de prata na disputa a bordo do Mouchette com Charles MacIver, J. Graham Kenion, James Baxter, William Davidson, John Jellico, Thomas Littledale, Charles R. MacIver, Charles Macleod-Robertson e John Spence. Na época, apenas o timoneiro e o imediato receberam medalhas de prata, enquanto a tripulação recebeu medalhas de bronze. No entanto, Adam é creditado como tendo recebido uma medalha de prata no banco de dados olímpico oficial.